# Східнонімецько-американські відносини
Відносини між Східною Німеччиною та Сполученими Штатами формально почалися в 1974 році та тривали до падіння першої у 1990 році. Відносини між двома націями були одними з найбільш ворожих під час Холодної війни, оскільки обидві сторони взаємно підозрювали одна одну. Обидві сторони проводили звичайне шпигунство одна проти одної та обмінювалися полоненими між своїми громадянами, серед яких були шпигуни як на користь американців, так і радянських.
Східна Німеччина підтримувала надзвичайно тісні стосунки з Радянським Союзом, головним суперником Сполучених Штатів у цей період, і розглядалася як проксі-держава Рад. США мали кращі та тісні стосунки із Західною Німеччиною, найближчим суперником Східної Німеччини, який розглядався Східною Німеччиною та Радянським Союзом як держава-проксі США.

## Історія

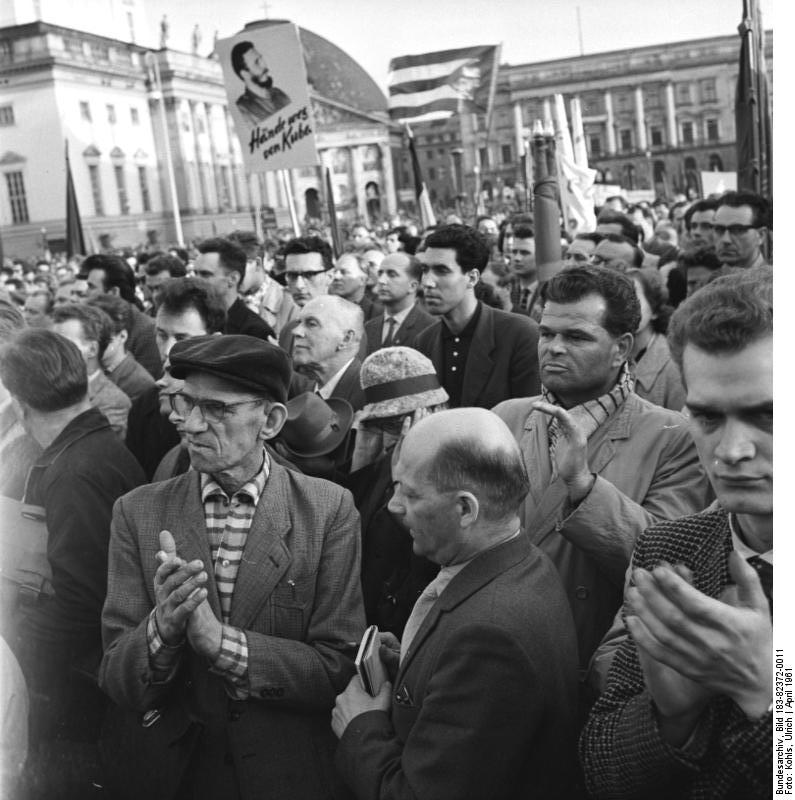
Мітинг у Східному Берліні проти американської агресії щодо Куби, 19 квітня 1961 року

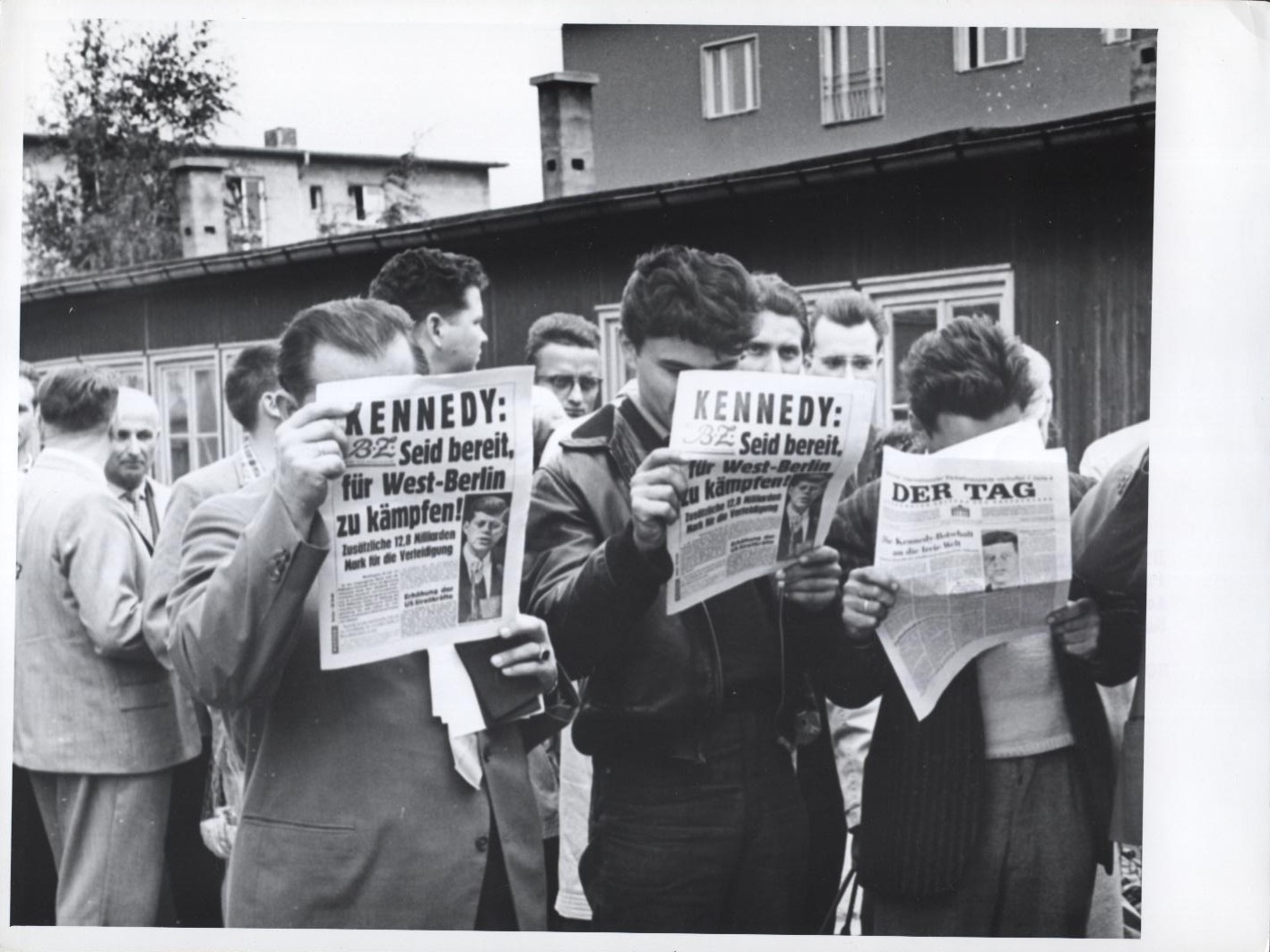
Біженці зі Східної Німеччини читають новини про звернення президента Джона Ф. Кеннеді до американського народу від 25 липня 1961 року про зростаючий конфлікт із Радянським Союзом через статус Берліна.

Після закінчення Другої світової війни внаслідок капітуляції Німеччини 8 травня 1945 року США окуповували Німеччину до 1949 року. Радянська зона окупації Німеччини стала Східною Німеччиною (НДР), яка була офіційно заснована 7 жовтня 1949 року. Відповідь США полягала в тому, що вони не визнають створення східнонімецької держави і що воно «не має жодної юридичної сили», і що вони «продовжуватимуть надавати повну підтримку уряду Німецької Федеративної Республіки в Бонні в її зусилля з відновлення справді вільної та демократичної Німеччини». Зусилля відновити Німеччину під єдиною державою зазнали краху, що призвело до встановлення офіційних відносин між Західною Німеччиною та США 6 травня 1955 року.
У 1972 році після підписання Основного договору між Східною і Західною Німеччиною Сполучені Штати почали переговори про встановлення офіційних відносин зі Східною Німеччиною з 15 по 26 липня. Контакт став можливим лише після Берлінської угоди чотирьох держав, яку погодили Франція, Сполучене Королівство, Сполучені Штати та Радянський Союз, що дозволило Східній і Західній Німеччині підтримувати відносини та відновило зв'язки між двома частинами Берліна, покращив транспорт і сполучення між двома частинами міста та приніс численні покращення для жителів Західних секторів.
4 вересня 1974 року Східна Німеччина та Сполучені Штати підписали і оприлюднили спільне комюніке, в якому оголосили про офіційне встановлення відносин. У грудні 1974 року обидві країни формалізували відносини і призначили послів: Рольфа Сібера від Східної Німеччини і Джона Шермана Купера від США. Сполучені Штати були представлені в тодішньому Східному Берліні, а Східна Німеччина була представлена дипломатичним офісом в складі тодішнього посольства Західної Німеччини, а тепер нинішнього Посольства Німеччини у Вашингтоні, округ Колумбія.

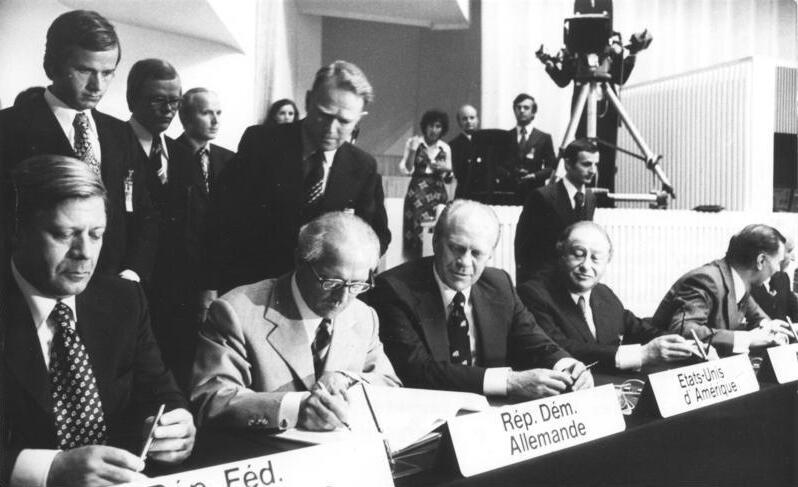
Канцлер ФРН Гельмут Шмідт, голова Державної ради Німецької Демократичної Республіки (Східна Німеччина) Еріх Гонекер, президент США Джеральд Форд і канцлер Австрії Бруно Крайський 1 серпня 1975 року підписують Гельсінські угоди.

З 30 липня по 1 серпня 1975 року президент США Джеральд Форд зустрівся з Еріхом Гонекером і мав коротку розмову під час саміту в Гельсінкі, який призвів до ухвалення Гельсінських угод. Це був перший випадок, коли лідери обох країн зустрілися та поговорили один з одним.

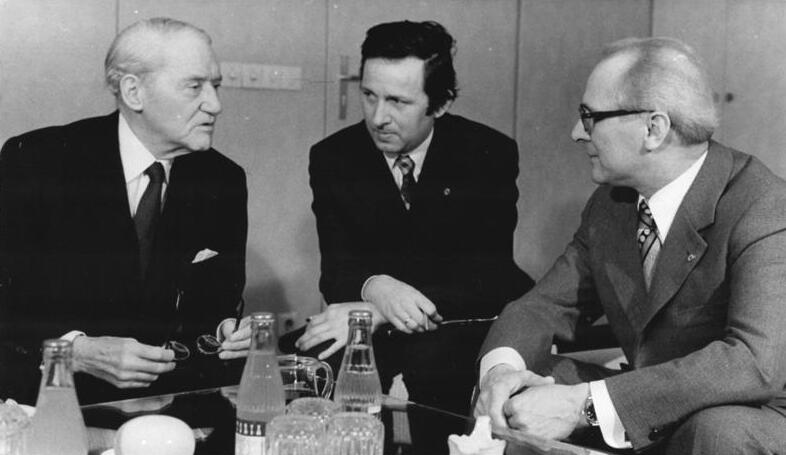
Посол США Джон Шерман Купер (ліворуч) під час зустрічі з Еріхом Гонекером(праворуч) 27 лютого 1975 року у Східному Берліні.

У вересні 1979 року було підписано консульський договір, хоча в жодному східнонімецькому місті за межами Східного Берліна не було створено консульств США.
У січні 1984 року Східна Німеччина дозволила шістьом своїм громадянам, які переховувалися в американському посольстві в очікуванні надання політичного притулку та захисту від арешту східнонімецькою владою, виїхати з країни. У листі до тодішнього президента Рональда Рейгана група погрожувала оголосити голодування, поки їм не буде дозволено виїхати з НДР. Зрештою, їм дозволили виїхати зі Східної Німеччини на трьох автомобілях через контрольно-пропускний пункт біля Берлінського муру до Західного Берліна.
10 січня 1986 року Еріх Гонекер зустрівся з делегацією Конгресу США на чолі з Томом Лантосом у Берліні. Це була перша зустріч високопоставлених лідерів обох країн віч-на-віч у формальному порядку та на території один одного з моменту встановлення відносин. Конгресмен Бенджамін Гілман повідомив пресі, що делегація висловила свої занепокоєння щодо "подорожей, свободи віросповідання, кордону Західного Берліна, поточних світово-політичних проблем і питань двосторонніх відносин між Німецькою Демократичною Республікою (Східна Німеччина) і США". Зустріч тривала три з половиною години і була першою делегацією Конгресу, яка відвідала Східну Німеччину з 1983 року. Делегація 1983 року не зустрічалася з Гонекером.

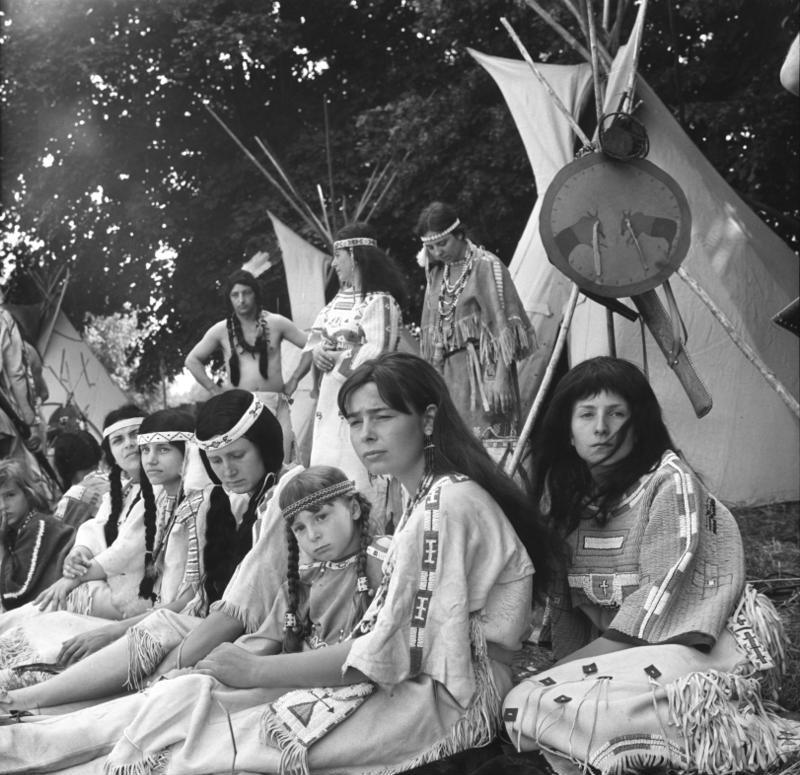
Interessengemeinschaft Mandan-Indianer Leipzig 1970, популярний образ корінних американців зробив історію життя індіанців досить популярною у Східній Німеччині.

4 жовтня 1989 року вісімнадцять громадян Східної Німеччини увійшли до Посольства США, щоб попросити політичний притулок. Це призвело до того, що східнонімецькі поліцейські опечатали доступ до посольства, щоб запобігти проникненню натовпу людей, які намагалися туди потрапити. Вісімнадцять громадян пробралися всередину через бічні двері, а пізніше їх переконали вийти на гарантії уряду НДР, що вони сприятливо розглянуть їхні заяви на еміграційні візи.
12 грудня 1989 року тодішній державний секретар США Джеймс Бейкер відвідав Східну Німеччину, що стало першим візитом держсекретаря до НДР. Бейкер зустрівся з Хансом Модровим, який на той час очолював уряд Східної Німеччини. Про свій візит Бейкер сказав: «Я вважав важливим, щоб у нас була можливість донести до прем'єра та народу Німецької Демократичної Республіки Східної Німеччини нашу підтримку реформ, які відбуваються в цій країні». Модров зазначив: «Сьогодні ми розпочали діалог один з одним» і охарактеризував візит Бейкера як «політичний знак». Бейкер також зустрівся з лідерами східнонімецької церкви щодо неминучого краху економіки Східної Німеччини без надання допомоги і наголосив на відданості США мирній реформі уряду НДР. Візит відбувся в період, коли Берлінський мур та внутрішній кордон між Німеччинами впали в листопаді, а 2-3 грудня відбувся Мальтійський саміт між США та Радянським Союзом, під час якого було оголошено про завершення Холодної війни. Наступного року відбулося завершення процесу возз’єднання Німеччини. У листопаді, після відкриття кордону між обома Німеччинами, Еґону Кренцу, останньому лідеру НДР, надійшла телеграма від президента Джорджа Буша-старшого з привітанням за цей крок.
11 червня 1990 року прем'єр-міністр Лотар де Мезьєр став першим і єдиним лідером Східної Німеччини, який відвідав Білий дім і зустрівся з Джорджем Бушем-старшим. Буш обговорив те, що було описано як «його бачення післявоєнної Європи та Європи після об'єднання Німеччини». Де Мезьєр також виступив із промовою в Джорджтаунському університеті.
Возз’єднання Німеччини стало можливим після підписання та впровадження Договору про остаточне врегулювання щодо Німеччини, який передбачав відмову Франції, Радянського Союзу, Великої Британії та США від контролю над Німеччиною. Цей договір був підписаний чотирма державами разом зі Східною та Західною Німеччиною в Москві 12 вересня, а повністю набув чинності 15 березня 1991 року. 25 вересня президент Джордж Буш-старший подав договір на ратифікацію до Конгресу США, і він був одноголосно схвалений Сенатом США. Після цього США визнали Західну Німеччину правонаступницею обох німецьких держав, оскільки п'ять федеральних земель Німецької Демократичної Республіки були інтегровані до складу Федеративної Республіки Німеччини. США не були зобов'язані визнавати об'єднану Німеччину як нову державу і 2 жовтня 1990 року закрили своє посольство в Східній Німеччині у Берліні, продовжуючи підтримувати посольство у колишній Західній Німеччині в Бонні.
Посольство США в колишньому Східному Берліні було знову відкрито як офіційне американське посольство в Німеччині у 1998 році, тоді як канцелярія в Бонні була остаточно закрита у 1999 році.

### Обмін полоненими та шпигунство
Протягом багатьох років уряди США та Східної Німеччини займалися регулярною шпигунською діяльністю один проти одного. Найвідоміші випадки цього протистояння призводили до обмінів полоненими та кримінальних вироків.

#### Обмін полоненими
У серпні 1977 року Алан Ван Норман, 20-річний студент, був заарештований східнонімецькими властями, коли він намагався допомогти сім'ї втекти до Західної Німеччини. Східнонімецький адвокат Вольфганг Фогель допоміг забезпечити звільнення Ван Нормана після того, як він провів переговори щодо звільнення Роберта Томпсона, колишнього клерка ВПС США. У 1965 році Томпсон зізнався, що з 1957 року, коли він служив у Західному Берліні на базі Темпельгоф, передавав сотні фотографій секретних документів Радянському Союзу. Томпсон служив у Західній Німеччині з грудня 1952 року по грудень 1958 року.
Конгресмен США Бенджамін Гілман та ізраїльський парламентар Шабтай Кальманович очолили переговори щодо обміну, що передував звільненню Томпсона, Ван Нормана, а також Мірона Маркуса, 24-річного ізраїльського бізнесмена, якого утримувала Народна Республіка Мозамбік. Маркуса тримали в Мозамбіку протягом дев'ятнадцяти місяців після того, як його приватний літак був примусово посаджений під час польоту з Родезії до його дому в Південній Африці. Маркуса звільнили у квітні. 1 травня 1978 року Ван Нормана звільнили зі Східної Німеччини, як і Томпсона. Обмін відбувся за зачиненими дверима в посольстві США у Східній Німеччині.
У лютому 1986 року конгресмен Бенджамін Гілман та тодішній державний секретар США Джордж Шульц брали участь у переговорах щодо звільнення радянського дисидента Натана Щаранського, якого було заарештовано в 1975 році за звинуваченням у шпигунстві на користь США і в 1978 році засуджено до 13 років примусових робіт. Переговори про його звільнення обговорювалися між Гілманом та Еріком Хонеккером під час січневого візиту конгресмена до Східної Німеччини у складі делегації Конгресу. Вольфганг Фогель допоміг організувати звільнення Щаранського 11 лютого, коли разом з ним обміняли також шпигунів: громадянина Чехословаччини Ярослава Яворського та громадян Західної Німеччини Вольфа-Георга Фрона і Дітріха Ністроя. Вони були обміняні на чеських шпигунів Карла Кьохера та Гану Кьохер, яких утримували в США, а також радянського шпигуна Євгенія Землякова, польського шпигуна Маріана Захарського та східнонімецького шпигуна Дітлефа Шарфенорта (останні троє перебували під вартою в Західній Німеччині). Звільнення відбулося у два етапи: спочатку був звільнений Щаранський, якого негайно супроводив посол США у Західній Німеччині Річард Берт. Обмін відбувся на мосту Глініке між Західним Берліном і Східною Німеччиною, який раніше вже використовувався для таких операцій.

#### Шпигунство
З 1983 по 1988 рік Джеймс Холл III, офіцер США та аналітик сигналів, який служив у Німеччині, продавав дані для прослуховування та секретні коди як Східній Німеччині, так і Радянському Союзу. Холл запропонував свої послуги радянським властям ще в листопаді 1981 року. Він був найнятий на початку 1982 року і почав контрабандою вивозити документи з секретними матеріалами на користь КДБ. У 1983 році діяльність Халла змінилася, коли він разом з Хусейн Їлдирим, турецько-американським автомеханіком, почав використовувати його як кур'єра для доставки чутливих матеріалів агентам Східної Німеччини. Їлдирим не знав про зв'язки Халла з КДБ. Через деякий час КДБ та Штазі зрозуміли, що однакові американські документи свідчать про те, що їх обслуговує один і той же агент. У червні 1985 року КДБ зіткнувся з Холлом під час зустрічі у Відні, Австрія, і зажадав, щоб він працював тільки на них. Однак Холл вирішив працювати на Штазі, ставши єдиним агентом для Східної Німеччини. Холл був заарештований 21 грудня 1988 року в Савані, штат Джорджія, після того як повідомив агенту під прикриттям ФБР, що протягом шести років він продавав дані з найвищим рівнем секретності Східній Німеччині та Радянському Союзу. Того часу Холл вважав, що він говорить з радянським контактом, і під час цієї розмови заявив, що його мотивацією була лише гроші. 20 липня 1989 року Холл був засуджений за шпигунство; йому було призначено 40 років ув'язнення, штраф у розмірі 50 000 доларів, а також зобов'язано конфіскувати всі кошти, отримані від його діяльності, і він отримав звання "непочесного" при звільненні. Він відбував покарання у Військовому дисциплінарному таборі США в Форт-Лівенворт, штат Канзас, з якого був звільнений у вересні 2011 року після 22 років ув'язнення.
Їлдирим був заарештований 21 грудня 1988 року ФБР в результаті розслідування армії щодо Халла. 20 липня 1989 року він був засуджений і отримав пожиттєвий термін без можливості дострокового звільнення. Їлдирим був звільнений з Федеральної виправної установи в Ломпоку 29 грудня 2003 року і екстрадований назад до Туреччини відповідно до двосторонньої угоди про обмін в'язнями між Туреччиною та США. 30 грудня він прибув до Туреччини, де його допитав державний прокурор, і він був доставлений до суду в Бакиркьой, Стамбул. Суд засудив його до 15 років ув'язнення за звинуваченнями в шпигунстві та 2 роки за втечу з в'язниці згідно з Турецьким кримінальним кодексом. Однак його вирок був знижений до одного дня ув'язнення після вирахування часу, проведеного в ув'язненні в США. Він провів один день у в'язниці Метріс в Стамбулі для виконання вимог закону і був звільнений 31 грудня 2003 року.
22 квітня 1991 року Джеффрі Карні, спеціаліст з розвідки Військово-повітряних сил США, був захоплений агентами Офісу спеціальних розслідувань ВПС США після того, як стало відомо, що він працював на Штазі за допомогою документів, що були розсекречені після падіння Східної Німеччини. Карні працював на Штазі після того, як почав відчувати відчуження через політику Рональда Рейгана та розвідувальні операції ВПС. Він передавав військові документи США, працюючи в Західному Берліні. Карні відчував себе ізольованим, відчуженим, під психологічним стресом і мав відчуття, що немає кого звернутися за допомогою у своїх проблемах. Він також визнав, що його гомосексуальність була основною причиною того, чому він став шпигуном, оскільки боявся, що його орієнтація буде виявлена. Спочатку Карні мав намір перейти на бік Східної Німеччини, але його контрагенти з Штазі хотіли, щоб він залишився і продовжував збирати розвіддані. Після того, як його перевели на авіабазу Гудфеллоу у 1984 році, Карні подорожував світом у справах, доставляючи документи своїм кур’єрам зі Штазі, зустрічаючись з ними в Мехіко та Ріо-де-Жанейро у 1985 році. Відчуваючи себе відірваним від своїх керівників у Східному Берліні та перебуваючи під загрозою в тому, що стало відомо як «Рік шпигуна», він звернувся за захистом до посольства Східної Німеччини в Мехіко-Сіті. Звідти його за допомогою уряду Куби переправили до Гавани. Через кілька тижнів він повернувся до Східного Берліна через Прагу.
Документи, які Карні передавав, включали перехоплені та перекладені нешифровані телефонні розмови командувачів США, а також телефонні лінії Східної Німеччини, що використовувалися для зв'язку з американським посольством у Східному Берліні. Приблизно в той самий час після переведення на авіабазу Гудфеллоу, Карні подав заяву на постійне притулок у Східній Німеччині, і до 1990 року його місцезнаходження залишалося невідомим, він був зареєстрований як дезертир. Карні став особою інтересу тільки після падіння уряду Східної Німеччини, коли документи Штазі були розсекречені та оприлюднені в Німеччині. Колишні офіцери Штазі, які стали інформаторами, допомогли знайти Карні поруч з його квартирою на вулиці Пінтшштрасе 12 у Фрідріхсгайні, який тоді знаходився в Східній Німеччині. Після допиту та пред'явлення звинувачень у шпигунстві, змові та дезертирстві, Карні визнав себе винним і в грудні 1991 року був засуджений до тридцяти восьми років ув'язнення. Карні відбував покарання на обов'язкових термінах ув'язнення в Квантіко, штат Вірджинія, а потім у Військовому дисциплінарному таборі США в Форт-Левенворт, штат Канзас. Карні був звільнений у 2002 році, після того як відбув 11 років, 7 місяців та 20 днів з двадцятирічного терміну відповідно до угоди до судового розгляду.

## Дивіться також
- Міжнародні відносини Німеччини
- Німецько-американські відносини
- Німецько-американські відносини
- Американсько-радянські відносини
- Зруйнуйте цю стіну!
- Східнонімецько-югославські відносини